# Ratko Perić

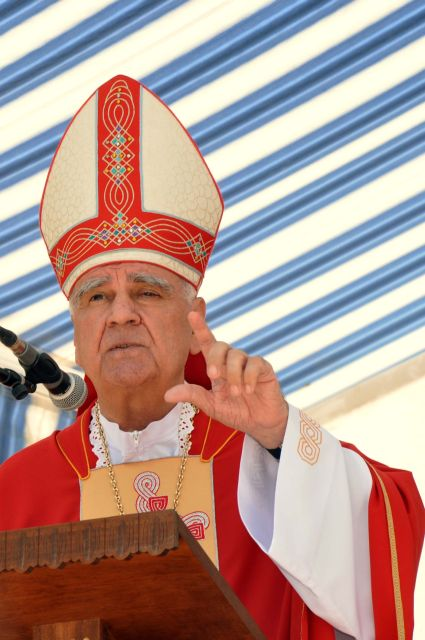
Bischof Ratko Perić (2013)

Wappen von Bischof Ratko Perić

Ratko Perić (* 2. Februar 1944 in Tuk bei Bjelovar, Jugoslawien) ist ein kroatischer römisch-katholischer Geistlicher und emeritierter Bischof von Mostar-Duvno sowie Apostolischer Administrator des Bistums Trebinje-Mrkan in Bosnien und Herzegowina.

## Leben
Ratko Perić empfing am 29. Juni 1969 in Prisoj die Priesterweihe. Sein Doktorat der Theologie erlangte Perić im Jahre 1971 an der Päpstlichen Universität Urbaniana in Rom. Anschließend war er unter anderem Professor an der Päpstlichen Universität Gregoriana
Papst Johannes Paul II. ernannte ihn am 29. Mai 1992 zum Koadjutorbischof von Mostar-Duvno. Der Erzbischof von Zagreb, Franjo Kardinal Kuharić, spendete ihm am 14. September die Bischofsweihe. Mitkonsekratoren waren Kurienerzbischof Josip Uhač und Pavao Žanić, der Bischof von Mostar-Duvno.
Mit dem altersbedingten Rücktritt Pavao Žanićs am 23. Juli 1993 trat er dessen Nachfolge als Bischof von Mostar-Duvno an. Gleichzeitig wurde er Apostolischer Administrator von Trebinje-Mrkan.
Er ist wie sein Vorgänger ein scharfer Kritiker der angeblichen Marienerscheinungen im Pilgerort Međugorje und verweigerte dessen Anerkennung als Heiligtum oder Wallfahrtsort.
Während des Bosnienkriegs wurde er am 2. April 1995 in Mostar zehn Stunden lang als Geisel festgehalten, bis er durch das Eingreifen des Bürgermeisters von Mostar und der Schutztruppe der Vereinten Nationen befreit werden konnte. Bereits im Vormonat war er Opfer eines Überfalls in seiner Residenz in Mostar geworden.
Papst Franziskus nahm am 11. Juli 2020 seinen altersbedingten Rücktritt als Bischof von Mostar-Duvno und Administrator von Trebinje-Mrkan an.
Im Herbst 2024 erschien sein Buch "Djevice premudra.O Međugorju iz ljubavi prema istini " (Du weise Junfrau - Über Međugorje aus Liebe zur Wahrheit), das sich als kritische Ergänzung zum "nihil obstat" der Glaubenskongregation des herzegowinischen Wallfahrtsortes Međugorje versteht.

## Veröffentlichungen
- Smisao evangelizacije u perspektivi anominog krščanstva, Rom 1976
- Dekret o ekumenizmu. Unitatis redintegratio, Reihe: Komentari dokumenata Drugog Vatikanskog Sabora, Bd. 5, Zagreb 1987, Filozofsko-Teološki Inst. Družbe Isusove u Zagrebu
- Chiesa Sistina, Collectanea croatico-hieronymiana de urbe, Rom 1989, Pontificium Collegium Croaticum Sancti Hieronymi
- Homo - imago et amicus dei. Miscellanea in honorem Ioannis Golub, Rom 1991, Pontificium Collegium Croaticum Sancti Hieronymi
- Crkva na Kamenu, Mostar 1995
- Prijestolje Mudrosti, Mostar 1995
- Djevice premudra.O Međugorju iz ljubavi prema istini, Varaždinska Toplica 2024

## Nachfolger
Nachfolger ist Bischof Petar Palić.